# Дочо Леков
Дочо Николов Леков е български литературовед. Професор, специалист по българска възрожденска литература.

## Биография
Дочо Леков е роден на 11 октомври 1928 г. в Ямбол. Учи в гимназия „В. Карагьозов“ в родния си град и през 1946 г. завършва с отличие През 1953 г. завършва с отличие „Българска филология“ си в Софийския държавен университет. В периода 1953-1955 г. е учител по български език в градовете Грудово и Сливница. Докторант в Института за литература при БАН (1956-1959). В Института за литература работи като литературен сътрудник (1959-), научен сътрудник (1961-), ст.н.с. II ст. (1974-), професор (1983-1993), научен секретар (1974-1976), ръководител на секция „Литература на Българското Възраждане“ (1983-1993). Чете лекции в Пловдивския и Софийския университет (1975-1997).
Кандидат на филологическите науки с дисертация на тема „Проблеми на реализма в българската белетристика през Възраждането“ (1966). Доктор на филологическите науки с дисертация на тема „Писател-творба-възприемател през Българското възраждане“ (1988).
От 1993 до 1995 г е председател на Научната комисия по филологически науки и изкуствознание при ВАК. Заместник главен редактор е на поредицата „Литературна история“ (1977-1992 г.) на тритомния „Речник на Българската литература“ (1976-1982).
Дочо Леков работи в областта на текстологията, на връзките на фолклора с литературата, архивното наследство през Възраждането. По негова идея и под негово ръководство започва работата на „Енциклопедия Българско възраждане“. Проф. Дочо Леков проучва проблеми на литературната история и култура, социология на литературата, текстологията, книгознанието, на връзките на фолклора с литература, на архивното дело през Възраждането. Автор е на изследвания за Л. Каравелов, Р. Жинзифов, Т. Пеев, Неофит Рилски, Д. и К. Миладинови, Д. Чинтулов, В. Д. Стоянов и др. Един от авторите на справочник за българските писатели (на английски език). На него принадлежи откриването и въвеждането в обращение на пиесата на Тодор Пеев, както и на ръкописните учебници на Добри Чинтулов. Издава архивни материали и събрани съчинения на именити възрожденски писатели. Двутомникът „История на литературата и на възприемателя през Българското възраждане“ е панорама на българската възрожденска литература.
Номиниран за академик, умира на 3 май 2003 г. в София.

## Памет
На Дочо Леков е наречена улица в квартал „Бъкстон“ в София (Карта).

## Отличия
- орден „Кирил и Методий“ II степен – 1988 г.
- орден „Климент Охридски“ по случай 100-годишнината на Софийския университет – 1988 г.
- награда на БАН за литературознание (за книгата му „Писател-творба-възприемател през Българското възраждане“) – 1988 г.
- награда „Златна Диана“ – за личен принос в обогатяването на литературния и културния живот в град Ямбол – 1989 г.
- награда „Паисий Хилендарски“ на президиума на БАН и на Академичния съвет на Софийския университет „Св. Климент Охридски“ за високи постижения в областта на българската култура – 1989 г.

### Книги
- „Проблеми на българската белетристика през Възраждането“ / Отг. ред. Петър Динеков. София: БАН, 1970, 240 с.
- „Васил Друмев. Живот и дело“. София: Наука и изкуство, 1976, 199 с.
- „Любен Каравелов“. София: Народна просвета, 1977, 115 с.
- „Тодор Пеев. Страници от живота и съдбата на един възрожденец“. София: Издателство на ОФ, 1978, 175 с.
- „Райко Жинзифов: Литературно-критически очерк“. София: Български писател, 1979, 88 с.
- „Литература, общество, култура: Литературносоциологически и литературноисторически проблеми на Българското възраждане“. София: Народна просвета, 1982, 368 с. (2 доп. и прераб. изд. Пловдив: Макрос – 2000, 1996.)
- „Ради Иванов Колесов: Биогр. очерк“. София: Народна просвета, 1983, 80 с.
- „Писател – творба – възприемател през Българското възраждане“. София: Народна просвета, 1988, 336 с.
- „Любен Каравелов – творецът, гражданинът, съвременникът“. Пловдив: Макрос 2001, 1998, 156 с.
- „Български възрожденски литературни и културни средища в чужбина: Проблеми. Представители. Прояви“. София: УИ Св. Климент Охридски, 1999, 297 с.
- „Възрожденски процеси и творци в Южна Тракия и Македония“. София: Народно читалище Св. София; Гражданско дружество Критика, 2001, 196 с.
- „История на литературата и възприемателя през Българското възраждане“. т. 1-2. София: УИ Св. Климент Охридски (т. 1. 2003, 630 с.; т. 2. 2004, 482 с.)

### Учебници
- „Българска възрожденска литература: Проблеми, жанрове, творци“. Учебник за студенти-филолози. Т. 1-2. София: Наука и изкуство, 1988 (т. 1. – 339 с.; т. 2. – 357 с.) (2. изд. УИ Св. Климент Охридски, 1993)